# Matthew Lawrence
Matthew Lawrence est un acteur américain, né le 11 février 1980 à Abington en Pennsylvanie. Il est le frère de Joey et Andrew Lawrence.

## Biographie
Matthew Lawrence est né à Abington en Pennsylvanie, fils de Donna, gérante et de Joseph Lawrence Senior, un financier,. Son véritable nom de famille Mignogna a été changé avant sa naissance. Il a deux frères, Joey et Andrew, les deux étant acteurs.
Il étudie à l’école religieuse des Amis d’Abington (Abington Friends School) à Jenkintown en Pennsylvanie. En février 2002, il intègre l'université du Sud de la Californie.

### Vie privée
En 2004, il se fiance à Heidi Mueller, et se sépare d’elle en 2006. Puis, il rencontre la danseuse professionnelle Cheryl Burke. Le 3 mai 2018, ils se fiancent. Le 23 mai 2019, il se marie à cette dernière à San Diego en Californie.

## Carrière
Il commence sa carrière en 1984 dans la série télévisée Dynastie, où il reste jusqu'à l'année suivante. Par la suite, il est présent à la télévision dans Sara, Allô Nelly bobo, Détective de choc.
En 1987, il fait ses premiers pas au cinéma dans le film Un ticket pour deux de John Hughes. L'année suivante, il joue dans Danger haute tension et prête sa voix au film d'animation Kiki la petite sorcière qui sort en 1989.
Entre 1990 et 1992, il apparaît dans plusieurs séries : Lifestories, Drexell's Class, Walter and Emily et Petite Fleur. Mais également au cinéma dans Darkside, les contes de la nuit noire, sorti en 1990.
En 1993, il est présent dans la comédie Madame Doubtfire de Chris Columbus, aux côtés de Robin Williams et Sally Field. Ce film rencontre un succès en France avec cinq millions d'entrées en 1994.
Après cela, il tourne à la télévision dans les séries Petite Fleur (où il fait son retour durant un épisode), Bringing Up Jack et Salut les frangins (jusqu'en 1997). Il prête sa voix aux séries d'animations Superhuman Samurai Syber-Squad en 1994 et Adventures from the Book of Virtues, en 1996.
En 1997, il obtient un nouveau rôle important dans la série Incorrigible Cory, où il restera jusqu'en 2000. Il revient au cinéma l'année suivante dans les films Les filles font la loi et Rusty, chien détective, où il prête sa voix.
En 2000, il tourne dans les films Le Monstre du campus (avec notamment Shelley Duvall (connue pour son rôle dans Shining) et Ryan Reynolds) et Glow d'Heather Magee-Anderson.
En 2002, il joue aux côtés de Rachel McAdams, Anna Faris et Rob Schneider dans Une nana au poil réalisé par Tom Brady, mais également dans Cheats. L'année suivante, il revient à la télévision lors d'un épisode de la série policière Les Experts : Miami.
En 2004, il apparaît dans un épisode de Boston Public. Après une pause de 3 ans, il fait son retour dans le film de The Comebacks, où il retrouve le réalisateur Tom Brady.
En 2008, il est présent aux côtés de Michelle Monaghan et Nathan Fillion dans le film Trucker de James Mottern. L'année suivante, on le retrouve à l'affiche de Creature of Darkness.
En 2011, il apparaît dans un épisode de Melissa and Joey, il y reviendra d'ailleurs pour trois autres épisodes en 2014 et au cinéma, on peut le voir dans  Fort McCoy de Kate Connor et Michael Worth.
Après une nouvelle pause de trois ans, il revient dans deux longs métrages : Of Silence et Le chien qui a sauvé Pâques. En 2015, il joue dans deux séries Workaholics et Le Monde de Riley.
Présent dans Evol de Mike Perrone en 2016, il ne revient sur l'écran qu'en 2018 dans la série Hollywood Darlings. L'année suivante, il tourne dans un épisode d'Hawaii 5-0 et trois films : Psycho Granny, Desperate Waters et Better Than Love.
En 2020, il joue au cinéma dans deux films réalisé par son frère, Andrew Lawrence : The Office Mix-Up et Money Plane.

### Musique
En 1986, il débute en musique. En 2017, il monte un groupe avec ses frères Joey et Andrew baptisé Still Three. Ils lancent leur premier single Lose Myself

## Filmographie

### Films
- 1987 : Un ticket pour deux (Planes, Trains & Automobiles) de John Hughes : Neal Page
- 1988 : Danger haute tension (Pulse) de Paul Golding : Stevie
- 1989 : Kiki la petite sorcière (魔女の宅急便) de Hayao Miyazaki : Tombo (voix)
- 1990 : Darkside, les contes de la nuit noire (Tales from the Darkside : The Movie) de John Harrison : Timmy
- 1993 : Mme Doubtfire (Mrs. Doubtfire) de Chris Columbus : Christopher « Chris » Hillard
- 1998 : Les filles font la loi (Strike !) de Sarah Kernochan : Dennis
- 1998 : Rusty, chien détective (Rusty : A Dog's Tale) de Shuki Levy : Rusty, le chien (voix)
- 1999 : Family Tree de Duane Clark : Mark Musser
- 2000 : Le Monstre du campus (Big Monster on Campus) de Mitch Marcus et John Blush : Frank Stein
- 2000 : Glow d'Heather Magee-Anderson : Jeremy
- 2002 : Une nana au poil (The Hot Chick) de Tom Brady : Billy
- 2002 : Cheats d’Andrew Gurland : Victor
- 2007 : The Comebacks de Tom Brady : Lance Truman
- 2008 : Trucker de James Mottern : Scott
- 2009 : Creature of Darkness de Mark Stouffer : Lance
- 2011 : Fort McCoy de Kate Connor et Michael Worth : Dan Griffin
- 2014 : Of Silence de Jeremiah Sayys : Brian
- 2014 : Le chien qui a sauvé Pâques (The Dog Who Saved Easter) de Sean Olson : Will
- 2016 : Evol de Mike Perrone : Ben Dawson
- 2019 : Psycho Granny de Rebekah McKendry : Brad Kirkpatrick
- 2019 : Desperate Waters de Jeffrey Druce et Yan van der Hoek Gomez : Mike
- 2019 : Better Than Love de Ted Carney : Davies
- 2020 : The Office Mix-Up d'Andrew Lawrence : Greg
- 2020 : Money Plane d'Andrew Lawrence : Le cowboy

### Télévision

#### Séries télévisées
- 1984 - 1985 : Dynastie (Dynasty) : Danny Carrington Junior
- 1985 : Sara : Jesse Webber
- 1986 - 1987 : Allô Nelly bobo (Gimme a Break !) : Matthew Donovan
- 1987 : Détective de choc (Leg Work) : Davey
- 1990 : Lifestories
- 1991 - 1992 : Drexell's Class : Walker
- 1991 - 1992 : Walter and Emily : Zach Collins
- 1991 / 1994 : Petite Fleur (Blossom) : Joey / Joey à 11 ans
- 1994 - 1995 : Superhuman Samurai Syber-Squad : Sam « Servo » Collins (voix)
- 1995 : Bringing Up Jack : Ryan
- 1995 - 1997 : Salut les frangins (Brotherly Love) : Matt Roman
- 1996 : Adventures from the Book of Virtues : Tom Sawyer (voix)
- 1997 - 2000 : Incorrigible Cory (Boy Meets World) : Jack Hunter
- 2003 : Les Experts : Miami (CSI : Miami) : Chuck Shaw
- 2004 : Boston Public : Billy Deegan
- 2011 : Inside Carly : Jim
- 2011 / 2014 : Melissa and Joey : Tony Longo
- 2015 : Workaholics : Lance
- 2015 : Le Monde de Riley (Girl Meets World) : Jack Hunter
- 2018 : Hollywood Darlings : Matthew
- 2019 : Hawaii 5-0 (Hawaii Five-0) : Josh Baker
- 2022 : NCIS : Enquêtes spéciales : Danny Butler (saison 22, épisode 5)

#### Téléfilms
- 1988 : David de John Erman : David Rothenberg
- 1989 : Wilfrid's Special Christmas de Jesús Salvador Treviño : Wilfrid Gordon McDonald
- 1990 : Le Choix du cœur (Joshua's Heart) de Michael Pressman : Joshua
- 1991 : Un papa sur mesure (Daddy) de Michael Miller : Sam Watson
- 1991 : Entre père et mère (The Summer My Father Grew Up) de Michael Tuchner : Timmy
- 1992 : Dans les yeux de l'assassin (With a Vengeance) de Michael Switzer : Phillip Barcetti
- 1996 : Brothers of the Frontier de Mark Sobel : Aaron Frye
- 2000 : Girl Band : Mike
- 2001 : Escale Imprévue (Jumping Ship) de Michael Lange : Jake Hunter
- 2013 : Le père Noël prend sa retraite (My Santa) de Sam Irvin : Chris
- 2017 : La Nouvelle Locataire (The Psycho She Met Online) de Curtis Crawford : Andrew Hexley